# Skyshine

Schematische Darstellung des Skyshine-Effekts (S: Strahlungsquelle, SH: Abschirmung, D: Detektor, rote Pfeile: Pfade ionisierender Strahlung (Neutronen, Photonen), blaue Linie: Skyshine-Intensität am Boden mit Maximum M)

Als Skyshine (engl. sky „Himmel“ und shine „Leuchten“) wird die von einer kerntechnischen oder nuklearmedizinischen Anlage ausgehende ionisierende Strahlung bezeichnet, die die Umgebung der Anlage nicht auf direktem Weg erreicht, sondern von der Atmosphäre auf die Erdoberfläche zurück reflektiert und gestreut wird. Dieser Effekt tritt auf, wenn die Abschirmung um die Strahlungsquelle nach oben offen ausgeführt ist. Im weiteren Sinn wird auch die im Inneren von kerntechnischen Anlagen etwa über die Hallendecke zurückgestreute Strahlung als Skyshine bezeichnet.
Die Intensität der am Boden gemessenen Strahlung steigt dabei zunächst mit zunehmendem Abstand von der Abschirmung bis zu einem Maximum an und fällt danach kontinuierlich ab. Das Maximum tritt je nach Art der Strahlung in unterschiedlichen Abständen von der Strahlungsquelle auf. In Studien wurden z. B. für Röntgenstrahlung aus medizinischen Linearbeschleunigern Maxima bei 13,6 m für 18 MeV und bei 4,6 m für 6 MeV gemessen.
Von 1967 bis 1975 kam es zu deutlichen Belastungen durch Skyshine auf dem und außerhalb des Geländes des Versuchsreaktors AVR Jülich, der keine Strahlenabschirmung nach oben besaß.
2011 erfuhr der Effekt im Rahmen der Diskussion um das Brennelemente-Zwischenlager Gorleben mediale Aufmerksamkeit, nachdem außerhalb der Anlage, deren Abschirmung u. a. als Schutzwall ausgeführt ist, erhöhte Strahlungswerte gemessen wurden.